# 1032 Pafuri
1032 Pafuri là một tiểu hành tinh vành đai chính. Nó được phát hiện bởi Harry Edwin Wood ngày 30 tháng 5 năm 1924. Tên ban đầu của nó là 1924 SA. Nó được đặt theo tên Pafuri River.